# Monte Elder
Il monte Elder è una montagna alta 940 metri (3 084 ft) che si trova tra il ghiacciaio Endurance e il monte Pendragon, sull'Isola Elephant, nelle Isole Shetland Meridionali, in Antartide. Questo nome fu assegnato dallo UK Antarctic Place-names Committee, in memoria del Capitano John P. Elder, dei Royal Engineers, ispettore della Joint Services Expedition to Elephant Island britannica negli anni 1970–1971.

## Area importante per gli uccelli
Un tratto di terra libera da ghiaccio di 209 ettari (516 acri) 4 chilometri (2 nmi) a est della montagna, esteso 4 km lungo la linea di costa, è stato identificato come una Important Bird Area (IBA) da BirdLife International, perché supporta una grande colonia di circa 14000 coppie di Pygoscelis antarcticus.